# Lago Mayor
El lago Mayor (del italiano: Lago Maggiore o Lago Verbano) es un lago alpino del norte de Italia y el sur de Suiza. Es el segundo lago italiano por extensión, después del lago de Garda, con una superficie de 212 km². Se trata de un lago glaciar que se formó al final de la última glaciación.

## Ubicación
Se encuentra en la frontera alpina de Italia y Suiza, entre los Alpes y la llanura padana a unos 50 km al noroeste de Milán y unos 130 km al sur de Zúrich. El 80 % de su superficie corresponde a Italia y el 20 % a Suiza. Sus aguas bañan dos regiones italianas y un cantón suizo:
- Al norte: el cantón del Tesino (Suiza)
- Al oeste: Piamonte (provincias de Verbano y Novara) (I)
- Al este: Lombardía (provincia de Varese) (I)

El lago se encuentra entre las coordenadas geográficas siguientes:
- Latitud: entre los 45°43' N y los 46°11' N
- Longitud: entre los 8°29' E y los 8°52' E
- Altitud: 193 m s. n. m.

El lago Mayor es el segundo de Italia por tamaño después del lago de Garda. La elegancia de 
célebres estaciones climáticas y la belleza y variedad del paisaje lo convierten en una de las metas más frecuentadas y preferidas por el turismo internacional.
Los bonitos pueblos a sus orillas tuvieron gran fama durante la Belle Époque y algunos conservan, en parte, el aspecto de aquellos tiempos.
Entre los más famosos están Arona, patria de San Carlos Borromeo; Stresa, elegante y refinada; Baveno, con sus nobles residencias; Pallanza con su Villa Taranto adornada con un hermoso jardín; y en la ribera lombarda, Luino y Laveno-Mombello.
Son de particular interés las Islas Borromeas, frente a Stresa: La Isla Bella, con el majestuoso Palacio Borromeo (sede de una Pinacoteca) y su espectacular jardín a la italiana del periodo barroco; la Isla de los Pescadores, con un palacio del siglo XVIII y su jardín botánico.

### Clima
El lago Mayor posee un clima húmedo subtropical (Cfa en la clasificación climática de Köppen). Durante el invierno, el lago ayuda a mantener una temperatura más alta en la región circundante (ya que el agua libera energía térmica más lentamente que el aire). Las temperaturas se enfrían en verano por las brisas que soplan en la superficie del agua cambiando su color. El área disfruta de casi 2300 horas de sol al año y una temperatura promedio anual de 15.5 °C. El agua del lago tiene una temperatura templada de entre 20 °C y 22 °C en julio y agosto. En invierno las nevadas son erráticas y afectan principalmente a las elevaciones más altas. La lluvia es más fuerte en mayo y más baja durante los meses de invierno.

## Geomorfología
Tiene una forma alargada con una extensión NE - SO de 54 km y una anchura máxima de 10 km (media de 4 km). Su perímetro total es de 170 km, de los cuales aproximadamente la mitad (al norte y noroeste) corresponden a montañas altas y la otra mitad (al sur y sudeste) a valles y colinas. 
El lago Mayor se encuentra a una altitud de unos 193 metros sobre el nivel del mar y tiene una superficie de 212 km², la mayoría de los cuales, alrededor del 80%, se encuentran en territorio italiano. Tiene un perímetro de 170 km y una longitud de 64,37 km (la mayor de los lagos italianos); el ancho máximo es de 10 km y el promedio es de 3.9 km. El volumen de agua contenida es de 37.5 mil millones de m³ con un tiempo de reemplazo teórico de aproximadamente 4 años. El área de captación de agua es de aproximadamente 6.598 km² de los cuales 3.229 están en territorio italiano y 3.369 en Suiza.

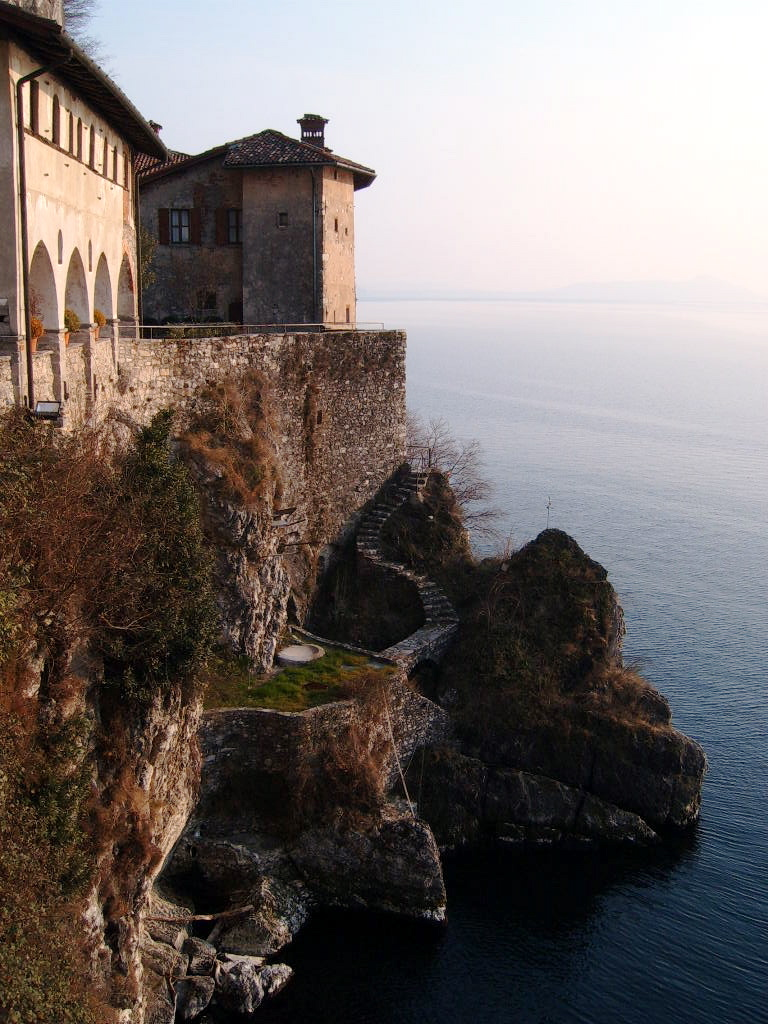
Santa Caterina del Sasso.

Las montañas que rodean al lago por el norte pertenecen a la parte meridional de los Alpes Lepontinos con cimas de considerable altura: Mottarone (1.491 m), monte Spalavera (1.534 m), monte Limidario (2.187 m) al oeste; monte Cimetta (1.672 m) y cima de Sassello (1.890 m) al norte, y monte Tamaro (1.962 m), monte Lema (1.620 m) y monte Nudo (1.235 m) al este.
La zona meridional, de relieve ligeramente ondulado, es prácticamente una extensión del valle del Ticino perteneciente a la gran llanura padana. Cerca se encuentran otros lagos de menor superficie: al occidente el Lago de Orta, y al oriente el lago Varese, el lago de Monate y el Comabbio, todos ellos también de origen glaciar.
El litoral del lago es muy regular, siendo su único accidente notable la presencia del golfo de Verbania. Este configura el extremo más occidental del lago, con el río Toce como afluente.

### Islas
El lago cuenta con once islas pequeñas:

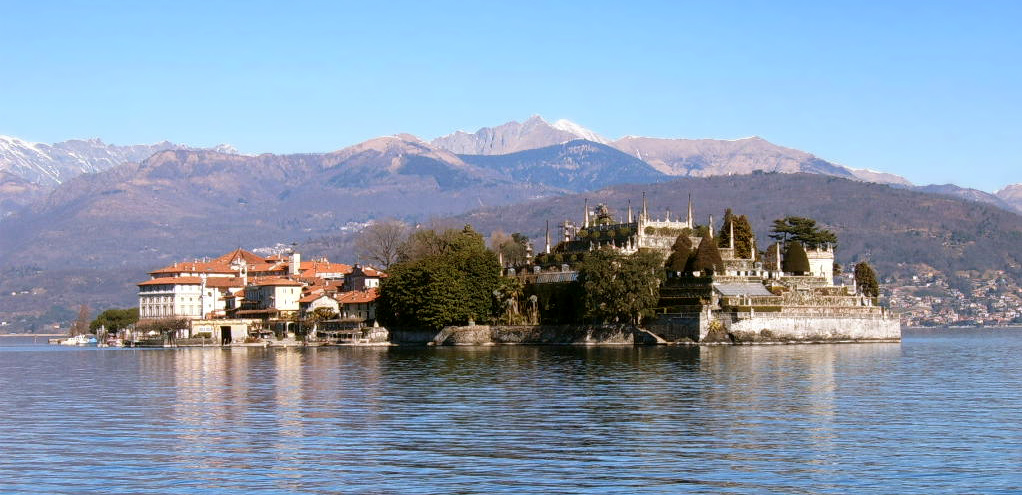
Isla Bella.

- Cerca de Ascona se hallan las dos islas de Brissago, que albergan un interesante jardín botánico.

- Cerca de Cannero Riviera se encuentran tres islotes conocidos como Castelli di Cannero, ya que uno posee una pequeña fortificación.

- En el golfo de Verbania está el archipiélago de las islas Borromeas: isla Bella, isla Madre, isla de los Pescadores (también conocida como isla Superior) e isla de San Giovanni.

## Localidades en el Lago Mayor
| Suiza                                                                 | Piamonte                                                                                                | Lombardía                                                                                 |
| --------------------------------------------------------------------- | --- | ----------------------------------------------------------------------------------------- |
| - Ranzo - Gerra - Locarno - Ascona - Ronco - Brissago - Tenero-Contra | - Arona - Meina - Lesa - Belgirate - Stresa - Baveno - Verbania - Oggebbio - Cannero Riviera - Cannobio | - Angera - Ranco - Ispra - Laveno - Luino - Porto Valtravaglia - Maccagno - Sesto Calende |